# Emilijana
Emilijana je žensko osebno ime.

## Izvor imena
Ime Emilijana je različica ženskega osebnega imena Emilija .

## Pogostost imena
Po podatkih Statističnega urada Republike Slovenije je bilo na dan 31. decembra 2007 v Sloveniji število ženskih oseb z imenom Emilijana: 110.

## Osebni praznik
Osebe z imenom Emilijana  godujejo takrat kot osebe z imenom Milena.